# Ryton (Tyne and Wear)
Ryton è un paese di 8 146 abitanti della contea del Tyne and Wear, in Inghilterra.